# Синчівка
Синчі́вка (Macronus) — рід горобцеподібних птахів родини тимелієвих (Timaliidae). Представники цього роду мешкають в Південно-Східної Азії. Низку видів, яких раніше відносили до цього роду за результатами молекулярно-генетичного дослідження було переведено до відновленого роду Mixornis.

## Види
Виділяють два види:
- Синчівка чорногорла (Macronus ptilosus)
- Синчівка бура (Macronus striaticeps)

## Етимологія
Наукова назва роду Macronus походить від сполучення слів дав.-гр. μακρος — довгий, великий і ονυξ — пазур.